# Pierre Marcolini
Pierre Marcolini (Charleroi, 12 juli 1964) is een Belgische banketbakker, chocolatier en ondernemer. 

## Biografie
Marcolini werd op 19-jarige leeftijd patissier en verdiepte zich in chocolade. 
Hij behaalde verschillende prijzen en werd onder andere wereldkampioen banketbakker te Lyon in 1995. 

## Winkelketen

### Historiek
Marcolini opende ook een eigen winkel in 1995 te Kraainem. Mede dankzij een investering van de Brusselse Gewestelijke Investeringsmaatschappij kon hij zijn zaak opstarten. Vanaf 2000 begon hij zijn eigen chocolade te maken met zelf gekozen bonen ("from bean to bar").
In 2006 ontwikkelde hij, samen met de edelsmid Nedda El-Asmar, de Criollo: een dubbelwandige schaal van RVS voor chocoladefondue waarin de chocolade één uur warm blijft.
Begin 2016 opende de eerste winkel in Shanghai, China. Sinds 2015 mag het bedrijf zich hofleverancier noemen. Anno 2023 had Pierre Marcolini 42 winkels in België, Frankrijk, het Verenigd Koninkrijk, Monaco, Japan, China en Dubai. 
In 2017 zijn er een veertigtal Marcolini-winkels in de wereld, waaronder in België (10), Frankrijk (4), Japan (6), Koeweit (1), Luxemburg (1), Monaco (1) en het Verenigd Koninkrijk (2).
Sinds 2019 is Jeanne Guillet CEO van het bedrijf.

### Eigenaarschap
In 2007 nam Nestlé een participatie (27%) in het bedrijf, die in 2012 werd terugverkocht aan Marcolini en zijn mede-aandeelhouders. Sinds 2013 is het Britse investeringsfonds Neo Investment Partners voor 47 percent aandeelhouder van het bedrijf. Hiervoor betaalde Neo Investment zo'n € 15 miljoen.
In april 2023 werd bekend dat de Zuid-Koreaanse investeerder MBK via haar dochter VM2 Holdings een meerderheidsbelang had genomen in Pierre Marcolini. Naast het belang van 47 % dat van Neo Investment werd overgenomen werden ook twee van de vier particuliere investeerders uitgekocht: Laurent Levaux en François Schwennicke. Pierre Marcolini en Olivier Coune hielden een klein belang in het bedrijf.

### Privé
Marcolini is de zoon van Jean Robert en Agnes Marcolini. Hij trouwde in 1993 met Nicolette Regout, telg uit het van oorsprong Nederlandse geslacht Regout.